# Slowenische Beachhandball-Nationalmannschaft der Frauen
Die slowenische Beachhandball-Nationalmannschaft der Frauen repräsentiert den Handball-Verband Sloweniens als Auswahlmannschaft auf internationaler Ebene bei Länderspielen im Beachhandball gegen Mannschaften anderer nationaler Verbände.
Das männliche Pendant ist die Slowenische Beachhandball-Nationalmannschaft der Männer, als Unterbau fungiert die Slowenische Beachhandball-Nationalmannschaft der Juniorinnen.

## Geschichte

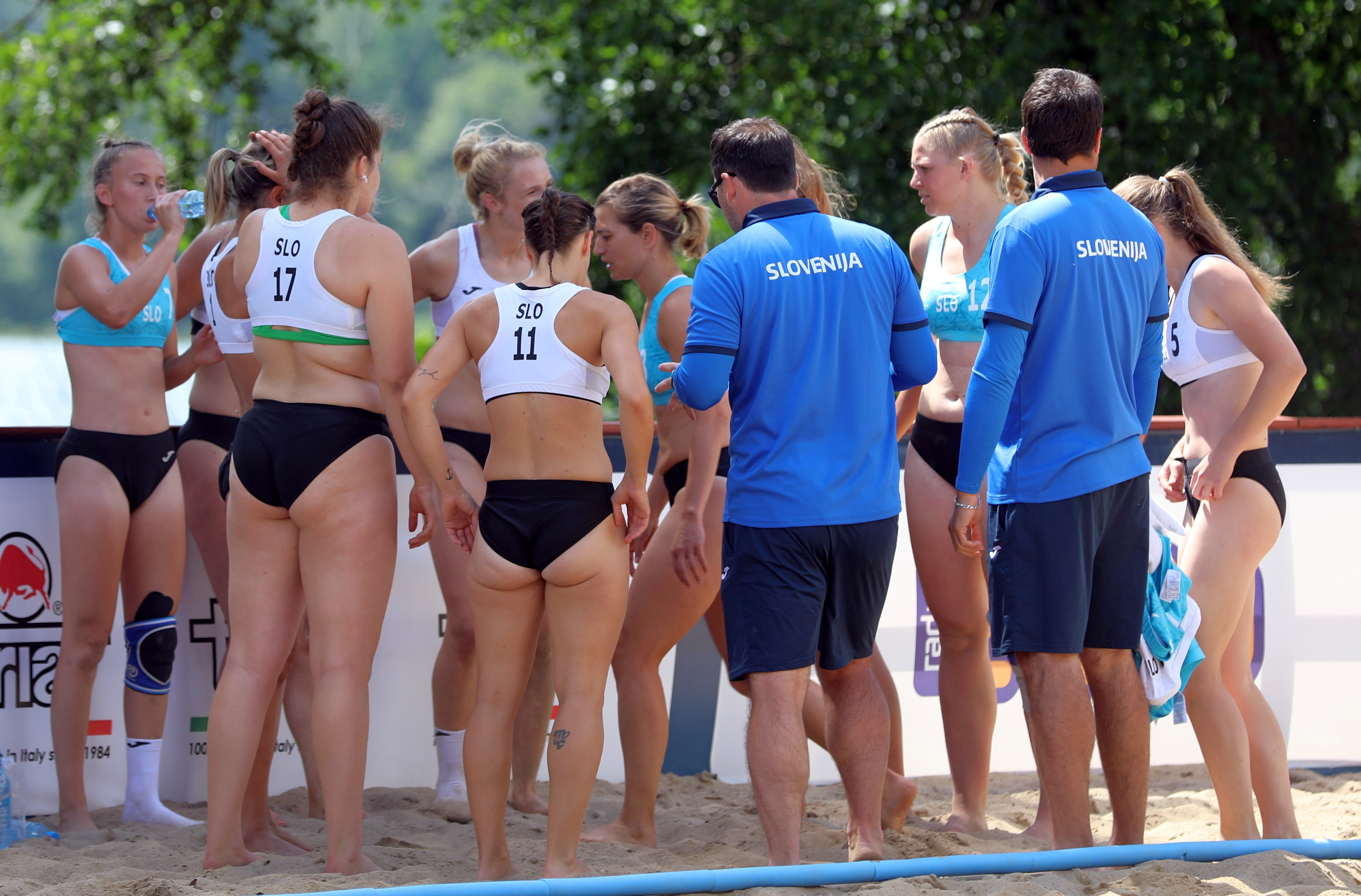
Die slowenische Auswahl in einer Spielpause des Vorrundenspiels der EM 2019 gegen Italien

Obwohl Slowenien wie fast alle Nachfolgestaaten Jugoslawiens in dessen Nachfolge eine ausgewiesene Handball-Tradition besitzt, konnte sich Beachhandball bislang noch nicht besonders etablieren. Somit ist auch die Nationalmannschaft bislang trotz ihrer recht frühen Gründung zu Beginn der 2000er Jahre nur wenig in Erscheinung getreten und nahm bislang nur an zwei Europameisterschaften teil. Konnte die Mannschaft bei der ersten Teilnahme bei den erst zweiten Europameisterschaften 2002 im spanischen Cádiz noch einen Platz im hinteren Mittelfeld erreichen, gehörte die Mannschaft Sloweniens bei der zweiten Teilnahme nach 17 Jahren Pause 2019 in Stare Jabłonki in Polen zu den schwächsten Teams des Turniers und konnte nur einen der hinteren Ränge belegen. Zudem trat die Mannschaft bei den Mittelmeer-Beachgames 2015 in Piräus an und wurde dort Letzte.

## Trainer
| Cheftrainer - seit 2015: Marko Cencič | Co-Trainer/in - 2015–2016: Ana Žigon - seit 2019: Peter Terčič |

## Teilnahmen
| World Games - 2001: nicht eingeladen - 2005: nicht eingeladen - 2009: nicht eingeladen - 2013: nicht qualifiziert - 2017: nicht qualifiziert - 2022: nicht qualifiziert World Beach Games - 2019: nicht qualifiziert - 2023: nicht qualifiziert | Weltmeisterschaften - 2001: nicht qualifiziert - 2004: nicht qualifiziert - 2006: nicht qualifiziert - 2008: nicht qualifiziert - 2010: nicht qualifiziert - 2012: nicht qualifiziert - 2014: nicht qualifiziert - 2016: nicht qualifiziert - 2018: nicht qualifiziert - 2020: ausgefallen - 2022: nicht qualifiziert | Europameisterschaften - 2000: keine Teilnahme - 2002: 10. - 2004: keine Teilnahme - 2006: keine Teilnahme - 2007: keine Teilnahme - 2009: keine Teilnahme - 2011: keine Teilnahme - 2013: keine Teilnahme - 2015: keine Teilnahme - 2017: keine Teilnahme - 2019: 18. - 2021: keine Teilnahme | Europaspiele - 2023: Mediterranean Beach Games - 2015: 5. - 2019: keine Teilnahme - 2023: |

- EM 2002: aktuell nicht rekonstruierbar
- MBG 2015: Edita Amon, Nastja Ferenc, Karmen Gaber, Tajana Ilić Šauperl, Tara Jonović, Mateja Kavčič, Sandra Melavc, Maja Pavletič
- Oderzo 2016[2]: Špela Bolčina, Neža Curk, Karmen Gaber, Tajana Ilić Šauperl, Tara Jonović, Sandra Melavc, Tina Steinman
- EM 2019: Edita Amon, Špela Bolčina, Neža Curk, Veronika Cvelbar, Karmen Gaber, Tara Jonović, Kaja Krebs, Aneja Ličen, Leila Mujanović, Tia Robida